# Louis Leroy (missionnaire)
Pour les articles homonymes, voir Leroy et Louis Leroy (homonymie).
Louis Leroy OMI, né le 8 octobre 1923 à Ducey, dans la Manche, et mort le 18 avril 1961 à Ban Pha, dans la province du Xieng Khouang au Laos, est un missionnaire français membre de la congrégation des oblats de Marie-Immaculée qui a été béatifié à Vientiane au Laos, le 11 décembre 2016. Il fait partie du groupe des martyrs du Laos. Il est fêté par l'Église catholique le 18 avril.   

## Biographie

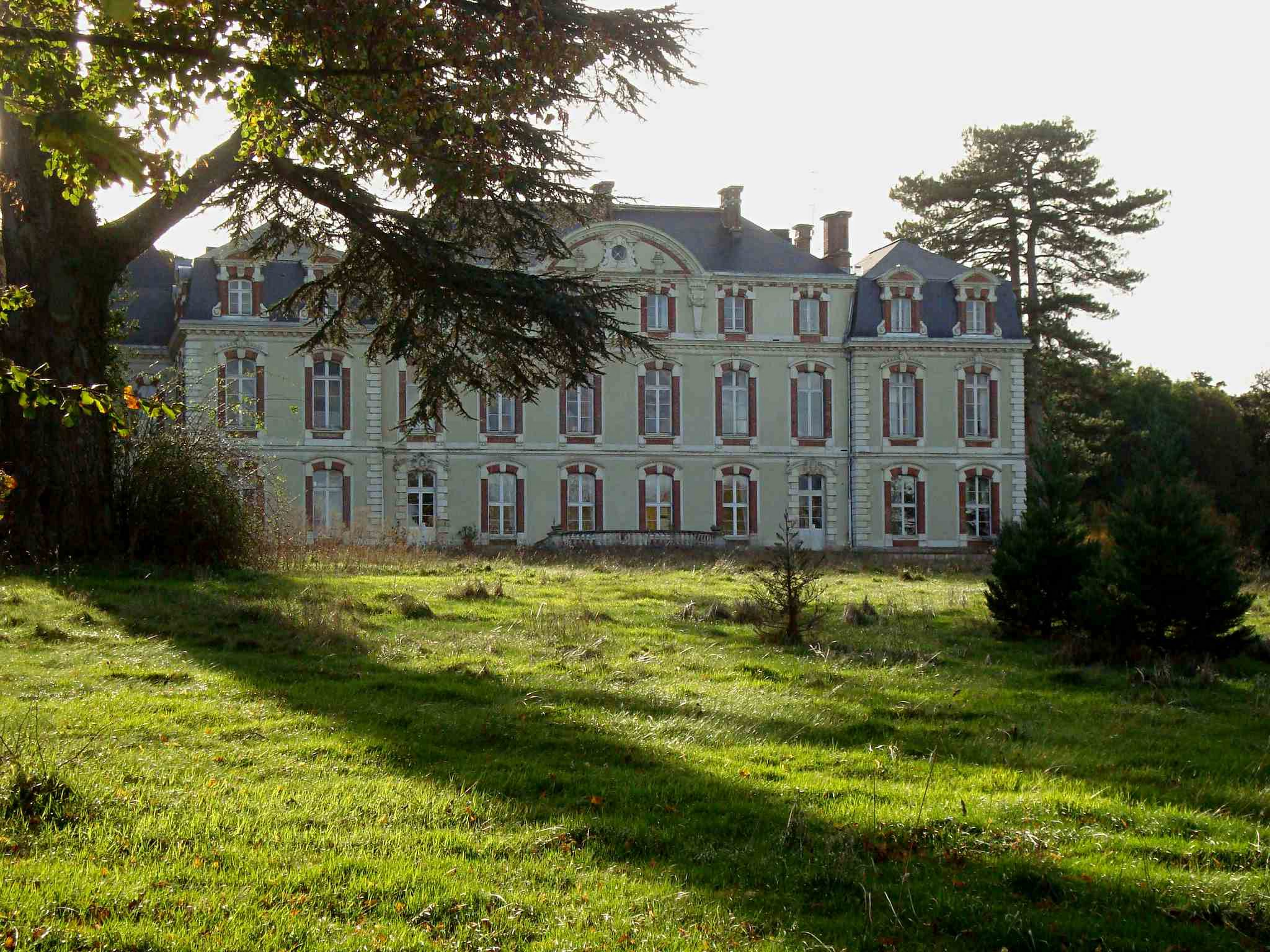
Vue de l'ancien noviciat de La Brosse-Montceaux.

Louis Leroy, solide Normand issu d'une famille paysanne, après son service militaire et deux ans de rattrapage scolaire au juniorat de Pontmain, entre à l'âge de 25 ans au noviciat des oblats de Marie-Immaculée à La Brosse-Montceaux. L'année suivante, il part pour Solignac où il étudie la philosophie, la théologie et est ordonné prêtre en 1954. Il est envoyé au Laos comme missionnaire en novembre 1955, pays en proie depuis son indépendance récente (1953) à des troubles communistes attisés par la Chine populaire et le Vietnam du Nord et où les oblats se sont installés en 1935. Il missionne dans le Xieng Khouang où il se perfectionne dans les différentes langues de la région et la langue thaï (malgré une mauvaise ouïe), notamment à Tha Ngong près de Vientiane. En 1957, succédant au Père Joseph Boissel, il reçoit la responsabilité des âmes du village néophyte de Ban Pha dans les montagnes du nord du Laos, où il doit sillonner les villages chrétiens alentour et les zones non chrétiennes. Il tient un journal, intitulé chez les oblats Codex historicus, où il fait preuve d'un foi indéfectible et d'une grande pureté d'âme, malgré les obstacles immenses.
Après le coup d'État du 9 août 1960 qui partage le pays en trois factions, celle des neutralistes plutôt pro-français de Souvanna Phouma chassés de la capitale par les indépendantistes royalistes appuyés par les Américains et enfin celle des communistes, la province du Xieng Khouang est le théâtre d'affrontements entre milices neutralistes et milices communistes. Le P. Leroy reçoit le martyre le 18 avril 1961, torturé et fusillé par des hommes de la guérilla du Pathet Lao. Pendant la même période dans la province, trois oblats subissent le même sort, le jeune P. Michel Coquelet (1931-1961), tué le 20 avril 1961 ; le P. Vincent L'Hénoret (1921-1961), tué le 11 mai 1961; et le Frère Alexis Guémené (1924-1961), tué le 4 juin 1961. Le Pathet Lao communiste, après avoir définitivement pris le pouvoir dans tout le pays en 1975, expulse tous les missionnaires.
Durant cette quarantaine d'années, de 1935 à 1975, ce sont plus de cent oblats, toutes nationalités confondues, qui ont travaillé, peiné, prié, versé leur sang parfois, dans cette mission du Nord-Laos.

## Béatification
Son procès diocésain en béatification in odium fidei est ouvert par Mgr Georges Soubrier à Nantes en 2008 avec quatorze autres martyrs de la période 1954-1970. Le postulateur de la cause de Louis Leroy est le Père Roland Jacques, o.m.i. Le 5 juin 2015, le pape François reconnaît le martyre du Père Leroy et de quatorze fidèles de cette époque au Laos, et signe leur décret de béatification. La cérémonie de béatification s'est déroulée le 11 décembre 2016 en la cathédrale de Vientiane, au Laos. Elle a été célébrée par le cardinal Orlando Quevedo, délégué pontifical.
Sa fête est fixée au 18 avril d’après le Martyrologe romain.